# Metro van Doha
De metro van Doha is een metronetwerk in Doha, de hoofdstad van Qatar. De eerste fase van het metronetwerk kwam in bedrijf op 8 mei 2019. Het beschikt over drie lijnen met een totale lengte van 76 km en 37 stations. Het netwerk is een integraal onderdeel van het grotere netwerk van Qatar Rail, welke zal bestaan uit langeafstandslijnen voor passagiers en vracht, die Qatar verbinden met andere landen binnen de GCC, en Lusail LRT. Met een maximumsnelheid van 100 km/h is het metronetwerk van Doha een van de snelste met autonome stellen ter wereld.
De metro van Doha wordt uitgevoerd en onderhouden door RKH Qitarat, een joint venture tussen de Hamad Group (51%) en de Franse openbaar vervoeraanbieders Keolis en RATP Dev (49%), namens de eigenaar van het netwerk Qatar Rail.

## Metronetwerk

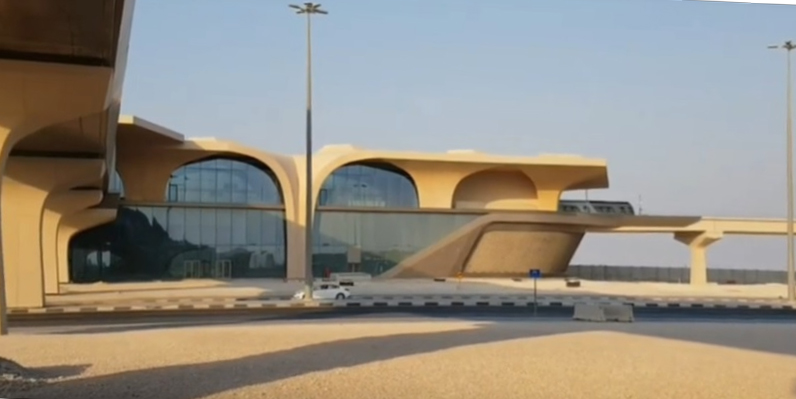
Het voltooide Al Wakrah metrostation, onderdeel van de Rode Lijn in juni 2019

### Lijnen
Het metronetwerk van Doha bestaat uit drie lijnen sinds de opening die uit fases bestond tussen 2019 en 2020. Bij de uiteindelijke voltooiing van het netwerk, verwacht in 2026, zal het netwerk bestaan uit vier lijnen. De lijnen Red, Green en Gold Line beginnen bij een centraal overstapstation bij Msheireb in het centrum van Doha.
| Lijn       | Datum ingebruikname | Lengte  | Stations | Termini                                         | Status                |
| ---------- | --- | ------- | -------- | ----------------------------------------------- | --------------------- |
| Red Line   | 8 mei 2019 (Al Qassar to Al Wakra) 10 December 2019 (Hamad International Airport, Katara, Qatar University and Lusail) | 40 km   | 18       | Lusail Hamad International Airport Al Wakra     | Volledig operationeel |
| Green Line | 10 december 2019 | 22 km   | 11       | Al Riffa Al Mansoura                            | Volledig operationeel |
| Gold Line  | 21 november 2019 | 14 km   | 11       | Al Azizyah Ras Bu Aboud                         | Volledig operationeel |
| Blue Line  | 2025 | 17.5 km | 14       | Hamad International Airport Terminal 2 West bay | In aanbouw            |
| Totaal:    | Totaal: | 93 km   | 51       |                                                 |                       |

### Stations
Het metronetwerk van Doha zal bestaan uit 100 stations, wanneer het project is afgerond. Onderdeel hiervan is ook een groot station bij Msheireb, een hub binnen het metronetwerk en een overstapstation voor de metrolijnen uit de eerste fase. De stations vervullen een belangrijke rol - functioneel en cultureel - binnen een metronetwerk. Zo koos Qatar Rail om de cultuur van Qatar te integreren in het netwerk door metrostations te vernoemen naar historische dorpjes en steden, welke ieder hun eigen verhaal en achtergrond hebben.
Fase 1
Red Line
Een Noord-Zuidlijn die Lusail, West Bay, Msheireb, Hamad International Airport en Al Wakrah verbindt.
| - Lusail - Qatar University - Leqtaifiya - Katara - Al Qassar | - DECC (centrum) - West Bay QIC - Corniche - Al Bidda | - Msheireb - Al Doha Al Jadeda - Umm Ghuwailina - Al Matar Al Qadeem - Oqba Ibn Nafie | - Hamad International Airport Terminal 1 - Free Zone - Ras Bu Fontas - Al Wakra |

Green Line
De lijn Green Line volgt Al Rayyan Road en verbindt Education City met het centrum van Doha. Verder zorgt de lijn voor een verbinding met Umm Salal en Industrial Area South.
| - Al Riffa - Education City - Qatar National Library | - Al Shaqab - Al Rayyan Al Qadeem - Al Messila | - Hamad Hospital - The White Palace - Al Bidda | - Msheireb - Al Mansoura |

Gold Line
Loopt in Oost-West richting en verbind Ras Abu Aboud via Msheireb met Al Waab Street, Al Rayyan South en Salwa Road.
| - Ras Abu Aboud - National Museum of Qatar - Al Souq | - Msheireb - Bin Mahmoud - Al Sadd | - Joaan - Al Sudan - Al Waab | - Sports City - Al Aziziya |

### Design
Het design voor de stations van het metronetwerk van Doha werden in Oktober 2013 gekozen door de Emir van Qatar. Het design draagt de naam "Vaulted Spaces", dat vertaald naar het Nederlands zo iets betekent als "gewelfde ruimten", dit design is afgeleid van het historische islamitische architectuur hiernaast incorporeert het ontwerp Qatars visie op modernisatie. UNStudio, het Nederlandse architectenbureau verantwoordelijk voor het design van de metrostations, accentueerde de kenmerken van de lokale architectonische vormentaal. De stations zijn opgevat als een hedendaagse versie van de karavanserai, de oude pleisterplaatsen in het Midden-Oosten. De gewelfde ruimten in de stations refereren aan traditionele architectuur en cultuur van het Midden-Oosten, maar zijn tevens geïnspireerd op de architectonische boog, de lichte zeilen van traditionele boten (dhow) en de nomadententen.
De verschillende verdiepingen van de stations zullen geopend naar elkaar zijn zo dat de passagiers een vrij gevoel van comfort hebben. De materialisatie van de stations kenmerkt zich door de tegenstelling tussen puur en ingetogen enerzijds en een rijk verlicht interieur met parelmoereffect anderzijds. Het exterieur verwijst naar de monolithische uitstraling van de oude Qatari-architectuur; de interieurs daarentegen zijn stralend, dynamisch en voorzien van golvende lijnen. Het design "Vaulted Spaces" werd geselecteerd uit een totaal van zes voorstellen en masterplannen voor de metro van Doha.

## Dienstuitvoering
Het metrosysteem is in bedrijf als een systeem door middel van automatische treinbesturing met een automatiseringsgraad van level 4 (GoA 4). GoA 4 betekent automatische besturing zonder bemanning (UTO) waarbij het starten en stoppen van het metrostel, het openen en sluiten van de deuren en het afhandelen van verstoringen volledig automatisch geschied zonder enig personeel aan boord.